# 張曰韜
張曰韜（1486年—1524年），字席珍，號友松，福建興化府莆田縣黃石人，軍籍，明朝政治人物。

## 生平
幼年好學，長大後聞名鄉里，曾與同學遊九鯉湖，題《九鯉湖》詩：“不識湖中景，今朝得勝游”。正德八年（1513年）癸酉科福建鄉試第五十九名舉人，十二年（1517年）中式丁丑科會試三百十三名，三甲一百四十五名進士。禮部觀政，授常州府推官。當時江彬縱容其黨羽橫行州縣。曰韜立刻向巡按御史告狀。
嘉靖二年（1523年），召試河南道監察御史。三年（1524年）七月十二日，明世宗通知禮部，十六日為父母上冊文、祭告天地、宗廟、社稷，群臣嘩然。十五日，與毛玉、楊淮等二百二十九人相率伏哭左順門，被杖打，不久傷重而死。隆慶初年，追贈光祿寺少卿。

## 家族
曾祖張遵信；祖父張華玉；父張宏盛，義官。母吳氏。慈侍下。兄張良益、張儼時、張曰旦、張曰霽。
侄張英，嘉靖進士。

## 延伸阅读
[在维基数据编辑]
 《明史卷一百九十二》，出自《明史》